# Aborto terapéutico
El aborto terapéutico es el aborto inducido justificado por razones médicas. La mayor parte de las legislaciones que regulan el aborto, tanto las permisivas como las restrictivas, distinguen, en diferente grado, entre la total o mayor admisibilidad del aborto terapéutico respecto a la interrupción voluntaria del embarazo. 
Tan sólo hay cinco estados independientes en el mundo donde no está permitido el aborto terapéutico en ningún caso: Ciudad del Vaticano, El Salvador, Malta, Nicaragua y República Dominicana.
No hay que confundirlo con el aborto indirecto que se produce cuando se lleva a cabo una terapia necesaria con la madre y que produce también la muerte del feto. Un caso concreto es el del embarazo ectópico, pero también hay otros como fruto, por ejemplo, de terapias contra un cáncer materno.

## Justificaciones médicas
Las razones médicas básicas por las que se justifica el aborto terapéutico son 5 formas: 
- Riesgo grave para la vida de la gestante , cuando la continuación del embarazo o el parto significan un riesgo grave para la vida de la madre.
- Para salvaguardar la salud física o mental de la madre, cuando éstas están amenazadas por el embarazo o por el parto.
- Riesgo de enfermedad congénita o genética, para evitar el nacimiento de un niño con una enfermedad congénita o genética grave que es fatal o que le condena a padecimientos o discapacidades muy graves, que ponen en peligro mortal su vida.
- Reducción de embriones o fetos en embarazos múltiples, hasta un número que haga el riesgo aceptable y el embarazo viable.
- Riesgo grave para la vida del hijo, cuando la continuación del embarazo o el parto significan un riesgo grave para la vida del hijo, ya sea porque viene con una malformación, o tiene un muy alto riesgo de muerte dolorosa al momento o poco después del nacimiento.

## Aborto por indicación médico-legal

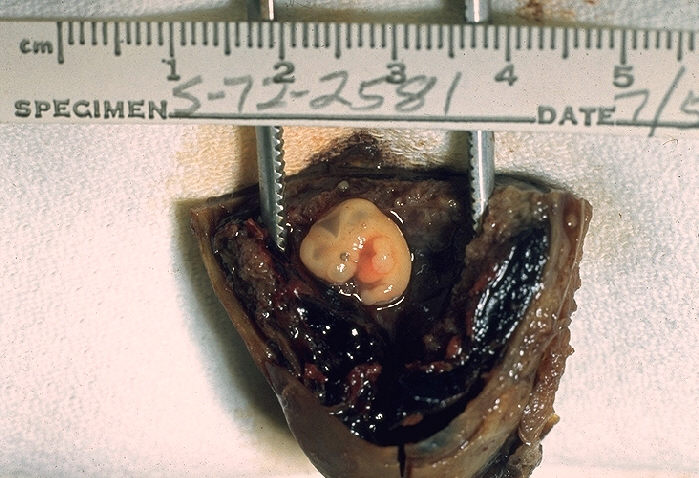
Embarazo ectópico, una de las patologías del embarazo.

El aborto por indicación médico-legal es el acto médico o quirúrgico que consiste en la interrupción voluntaria de la gestación en los casos en que el derecho interno de cada país prevé la no imposición de una pena por tal motivo, aunque el aborto, en general, sea considerado un delito.
La importancia del aborto por indicación médico-legal está en que facilita que estas interrupciones se practiquen dentro del ámbito sanitario institucional, eliminando riesgos innecesarios para las mujeres.
123

## Aborto electivo ante situaciones de fuerza mayor
No debe confundirse con el aborto terapéutico aunque legalmente pueda ejercerse el derecho a abortar. Se habla de aborto electivo cuando el embarazo es el resultado de un delito de naturaleza sexual (violación) o de la aplicación de una técnica de reproducción asistida no consentida por la madre.
También se incluyen como razones para el aborto electivo: la minoría de edad de la madre, la incapacidad para cuidar a un hijo por razones económicas o sociales y el deseo de ocultar el estigma que representa en ciertos contextos sociales un embarazo fuera del matrimonio.